# Мейтленд, Иэн Колин, 15-й граф Лодердейл
Иэн Колин Мейтленд, 15-й граф Лодердейл (англ. Ian Colin Maitland, 15th Earl of Lauderdale; 30 января 1891 — 17 февраля 1953) — шотландский пэр. Он носил титул учтивости — виконт Мейтленд с 1924 по 1931 год.

## Биография
Родился 30 января 1891 года. Единственный сын Фредерика Мейтленда, 14-го графа Лодердейла (1868—1931), от его жены Гвендолин Люси Воан-Уильямс (? — 1929), дочери Роберта Воана Уильямса, судьи из Бодлонфы, Флинтшир.
14 сентября 1931 года после смерти своего отца Иэн Мейтленд унаследовал титулы 15-го графа Лодердейла (Пэрство Шотландии), 15-го виконта Мейтленда (Пэрство Шотландии), 15-го лорда Тирлестейна и Болтона (Пэрство Шотландии), 15-го виконта Лодердейла (Пэрство Шотландии), 16-го лорда Мейтленда и Тирлестейна (Пэрство Шотландии) и 11-го баронета Мейтленда (Баронетство Новой Шотландии).
Получив образование в Итонском колледже, Иэн Мейтленд принимал участие в Первой мировой войне. Он был майором 3-го резервного батальона горцев Камерона Её Величества в 1915—1916 годах, а в 1918 году был адъютантом лорда-лейтенанта Ирландии.
Он также был членом Королевской роты лучников, телохранителем короля в Шотландии и заместителем лейтенанта в Берикшире.
Он был президентом Ассоциации консерваторов Саутгемптона (1931—1935) и почетным президентом Ассоциации сертифицированных и корпоративных бухгалтеров (1931—1945).
Шотландский пэр-представитель в Палате лордов Великобритании (1931—1945).
Лорд Лодердейл скончался 17 февраля 1953 года в возрасте 62 лет.

## Семья
11 ноября 1912 года Иэн Мейтленд женился на Этель Мэри Айви (4 октября 1891 — 11 декабря 1970), старшей дочери Джеймса Джардина Белла-Ирвинга и Евы Гертруды Пирси. Они проживали в замке Тирлестан, недалеко от Лаудера, Берикшир. У супругов было двое детей:
- Леди Сильвия Гвендолин Ева Мейтленд (22 сентября 1913—1991), в 1937 году она вышла замуж за Уильяма Конолли-Кэрью, 6-го барона Кэрью, от брака с котоырм у неё было два сына и две дочери.
- Айвор Колин Джеймс Мейтленд, виконт Мейтленд (29 августа 1915 — 18 января 1943), погиб в бою в Северной Африке в возрасте 27 лет. Он женился в 1936 году (в возрасте 21 года) на Хелене Рут Перротт (1912—1999[2]), дочери сэра Герберта Чарльза Перротта, 5-го баронета, и оставил трех дочерей.